# Kejserlige japanske flåde
Den Kejserlige japanske flåde (Kyūjitai: japansk: 大日本帝國海軍 Shinjitai: japansk: 大日本帝国海軍  Dai-Nippon Teikoku Kaigun ? eller japansk: 日本海軍 Nippon Kaigun, bogstavligt Flåden for det store japanske imperium; engelsk: Imperial Japanese Navy, forkortet IJN) var flåden for Kejserriget Japan fra 1869 indtil 1947, da den blev opløst efter Japans forfatningsmæssige afkald på magtanvendelse som et middel til at løse internationale konflikter. Japans maritime selvforsvarsstyrker (JMSDF) blev dannet efter opløsningen af den Kejserlige japanske flåde.
Den japanske flåde var den tredje største flåde i verden i 1920, efter Royal Navy og United States Navy. Den blev støttet af den kejserlige japanske flådes flyvetjeneste til fly og luftangreb, der fløj fra flåden. Det var de Allieredes primære modstander i Stillehavskrigen under 2. verdenskrig.
Baggrunden for den kejserlige japanske flåde går tilbage til begyndelsen af interaktioner med nationer på det asiatiske kontinent, der begyndte i den tidlige middelalderperiode og nåede et højdepunkt i det 16. og 17. århundrede i en tid med kulturel udveksling med europæiske magter i løbet af opdagelsestiden. Efter to århundreders stilstand under landets efterfølgende isolationspolitik under shoguner i Edo-perioden, var Japans flåde forholdsvis tilbagestående, da landet blev tvunget til at åbne for handel pga. den amerikanske intervention i 1854. Dette førte til Meiji-restaurationen. Ledsaget af genopstigning af kejseren kom en periode med hektisk modernisering og industrialisering. Flådens historie med succes, nogle gange mod langt mere magtfulde fjender, som i den kinesisk-japanske krig og den russisk-japanske krig, sluttede i næsten fuldstændig udslettelse under de afsluttende dage af 2. verdenskrig, hovedsageligt pga. den amerikanske flåde (USN).